# 环壬烷
环壬烷（化学式：C9H18）是九个碳的环烷烃。

## 性质
.环壬烷在20 °C时经氯化铝作用，异构为丙基环己烷；50 °C时异构为三甲基环己烷。
它和其它芳烃在铂碳的催化下可以生成茚满和甲苯的混合物。